# إلنا بورش
إلنا بورش (بالدنماركية: Elna Borch)‏ هي نحّاتة دنماركية، ولدت في 6 ديسمبر 1869 في روسكيلدا في الدنمارك، وتوفيت في 3 أكتوبر 1950.